# Наадам

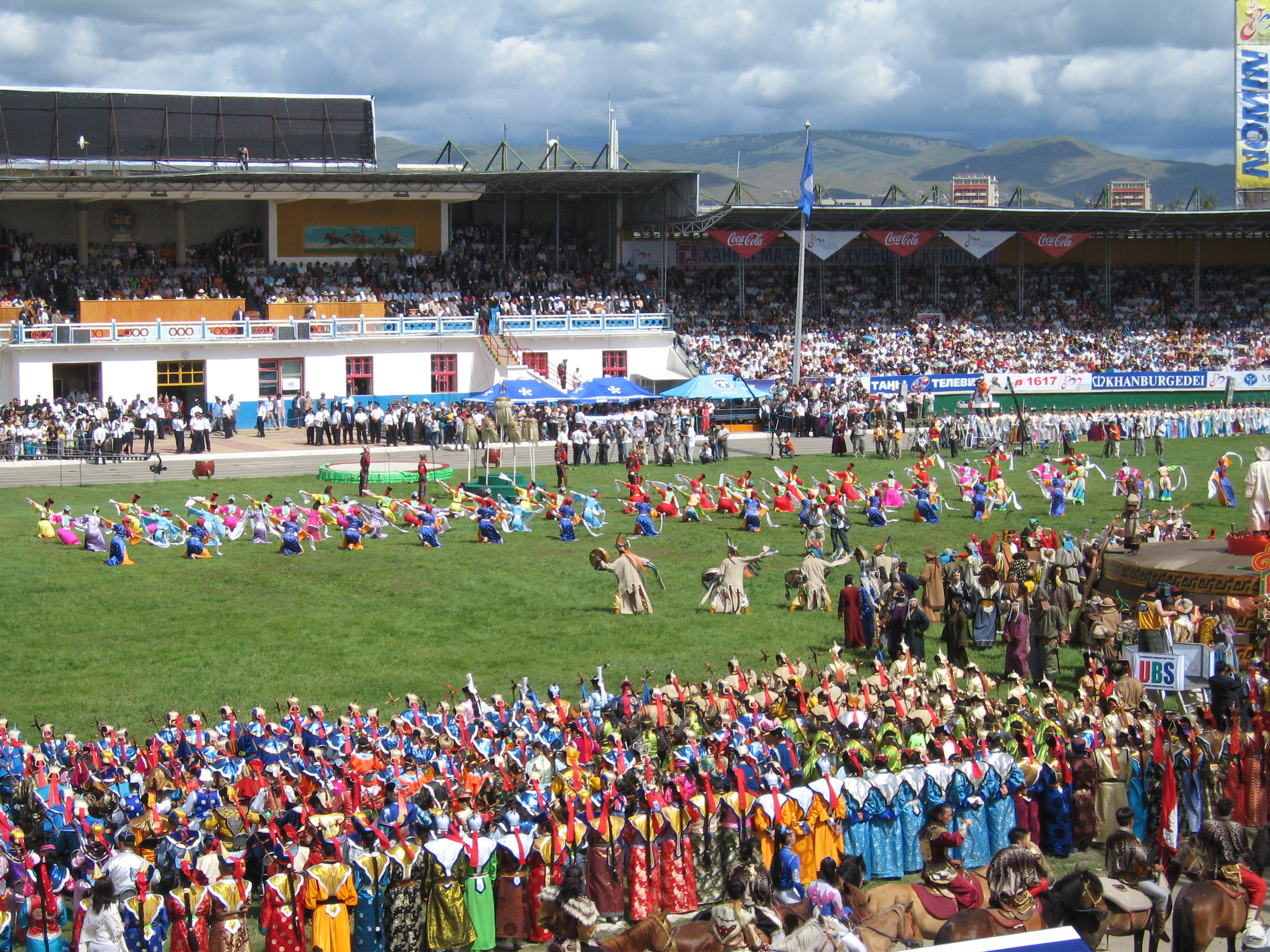
2006 Наадамська церемонія на Національному спортивному стадіоні у 2006 році.

Наадам (монгольський фестиваль Наадам) (монг. Наадам, класична монгольська:ᠨᠠᠭᠠᠳᠤᠮ Naɣadum, [ˈnaːdəm], буквально «ігри») — традиційне свято, що відзначається в Монголії, Внутрішній Монголії та Республіці Тува. Фестиваль також місцево називають «ерийн гурван наадам», «три ігри людей».
Ігри включають монгольську боротьбу, скачки та стрільбу з лука, і проводяться по всій країні в середині літа. Жінки на Нааламі беруть участь тільки у стрільбі з лука, а дівчата в кінних іграх.
У 2010 році Наадам був внесений до Репрезентативного списку нематеріальної культурної спадщини людства ЮНЕСКО як традиційне народне свято.

## Опис

### Історія
Наадам є найбільш популярним фестивалем серед монголів, і вважається, що він існував століттями. Він бере свій початок у таких заходах, як військові паради та спортивні змагання, такі як стрільба з лука, верхова їзда та боротьба, які відбувалися після святкування різних подій, зокрема весілля чи духовних зібрань. Пізніше він слугував способом підготовки солдатів до бою, а також був пов'язаний із кочовим способом життя монголів. Монголи дотримуються своїх неписаних святкових правил, які включають довгу пісню на початку свята, а потім танець бієлгі. Навколо спортивного стадіону подають страви традиційної кухні, або хушур, а також спеціальний напій із ферментованого кінського молока (кумис). Три гри: боротьба, кінні перегони та стрільба з лука описані в книзі 13-го століття «Таємна історія монголів». Під час правління династії Цін Наадам став офіційним фестивалем, який проводився сомонами.
Він почав проводитися щорічно в 1639 році з танцювального фестивалю, присвяченого Високому святому Занабазару. У 1772 році відбулося велике свято поклоніння горі Бурхан-Халдун, поблизу якої народився і, за переказами, був похований Чингісхан. Його називали «Фестивалем десяти урядів». У 1912 році «Десять урядових ігор» стали щорічними державними іграми. До смерті Богдо-Хана в 1925 році Фестиваль десяти урядів став державним. Десять урядових ігор проводилися 125 разів

### Комуністична ера
Наадам за часів Монгольської Народної Республіки був пов'язаний з Монгольською революцією 1921 року. Перший офіційний військовий парад у комуністичній Монголії відбувся в 1921 році на честь перемог Дамдіна Сухе-Батора в революції. Його відзначали як буддистське/шаманське свято до секуляризації в 1930-х роках під комуністичним впливом Радянського Союзу.
Ювілейні паради Монгольської народної армії на площі Сухе-Батор зазвичай проводилися в ювілейні роки (зокрема в 1946, 1951, 1956, 1961, 1966, 1971, 1976, 1981, 1986 і 1991), поряд з Днем міжнародної праці та Паради до Дня Жовтневої революції. Багаторічним командувачем цих парадів був генерал Т. Галсан. Під час цих подій керівники партії та уряду спостерігали за подіями з вершини Мавзолею Сухе-Батора. Після 1991 року від комуністичної практики відмовилися, за винятком 1996 року, коли на Національному спортивному стадіоні відбувся парад на честь 790-ї річниці заснування Монголії та 75-ї річниці революції.
У багатьох урочистостях брали участь іноземні комуністи, які відвідали країну, зокрема Михайло Суслов, Юзеф Циранкевич і Владислав Ґомулка.

### Сучасні свята та традиції

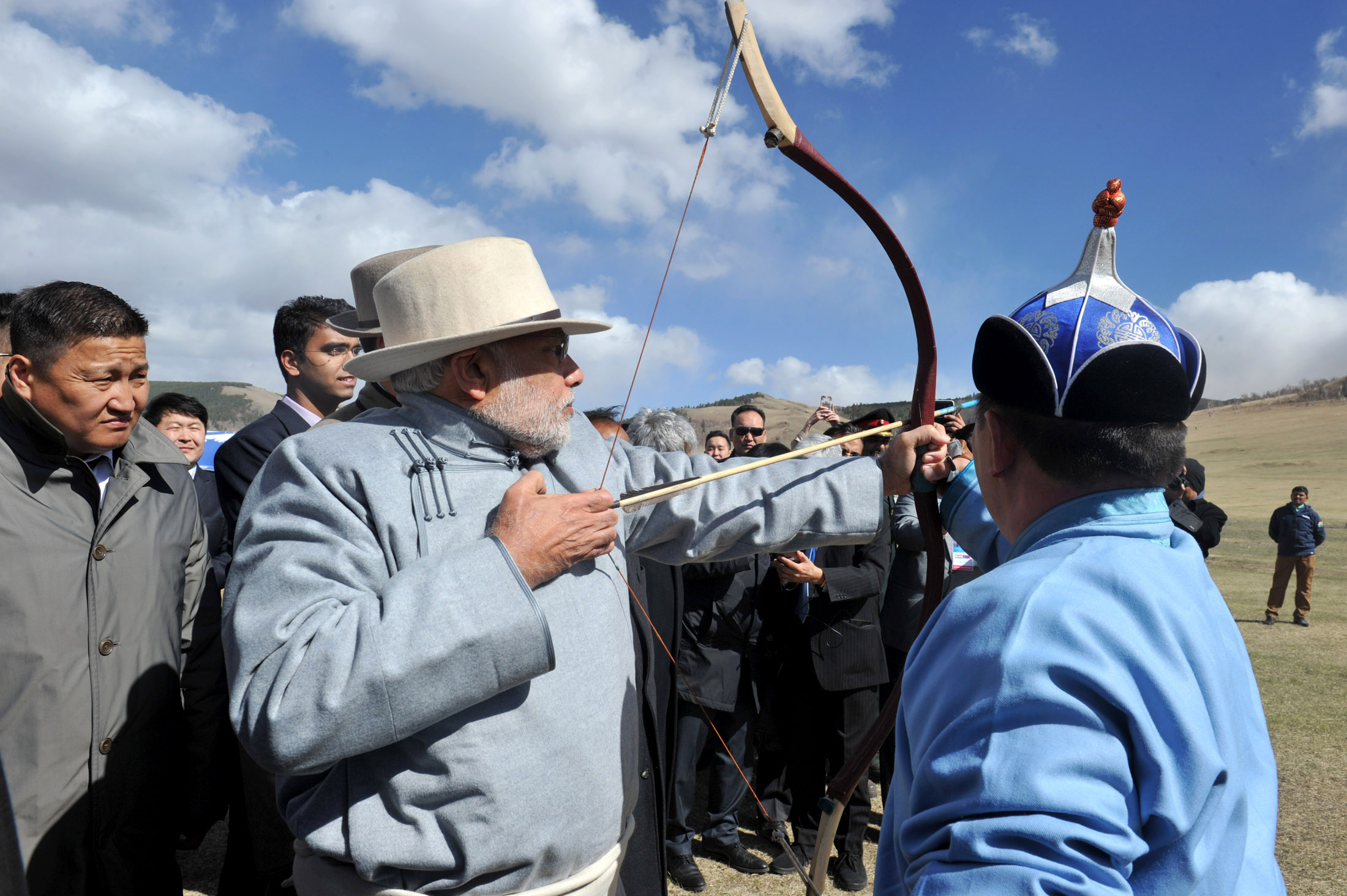
Прем'єр-міністр Індії Нарендра Моді в Наадамі в Улан-Баторі

Двома найбільшими Наадамами, які сьогодні проводяться в Монголії, є Даншіг Наадам і Національний Наадам. Перша була запроваджена як щорічна подія лише у 2015 році, раніше вона проводилася нерегулярно та вшановувала незалежність Монголії від династії Цін, а також збігалася з Днем державного прапора Монголії. Останній формально вшановує революцію 1921 року десятиліттям пізніше, коли комуністи вторглися та скинули Богд-хана, що стало наслідком громадянської війни в Росії. Наадам також відзначає досягнення нової держави.
Наадам також відзначається в різних регіонах Монголії та Внутрішньої Монголії в липні та серпні. У Республіці Тува Наадам припадає на 15 серпня.
Три види спорту називаються Danshig games. Вони стали великим святом нової нації, де дворянство збиралося разом, щоб посвятити богдо-хана (Джабзундамба Хутугту), нового главу держави.
Дев'ять кінських хвостів Чингісхана, що символізують дев'ять монгольських племен, досі урочисто транспортують із площі Чингісхана на стадіон, щоб відкрити свята Наадам. На церемоніях відкриття та закриття проходять паради кінної кавалерії, спортсменів і ченців.
З 1998 року до змагань додалася четверта гра — Асик, з використанням шагаїв, кісточок овець, які служать ігровими фігурами та символами ворожіння та дружби. На великих фестивалях Наадам турніри з Асик можуть проходити в окремому місці.
Останнім часом висловлюються занепокоєння щодо уявної корупції фестивалю та його неоднозначної символіки.

#### Національний фестиваль Наадам
Другий після Даншіг Наадам та найбільшим фестивалем є Національний фестиваль Наадам, який проводиться в столиці Монголії Улан-Баторі під час національного свята з 11 по 13 липня на Національному спортивному стадіоні. Він починається зі складної церемонії відкриття за участю танцюристів, спортсменів, вершників і музикантів. Після церемонії розпочинаються змагання. Частіше проходять змагання з верхової їзди.

## Три гри

### Боротьба

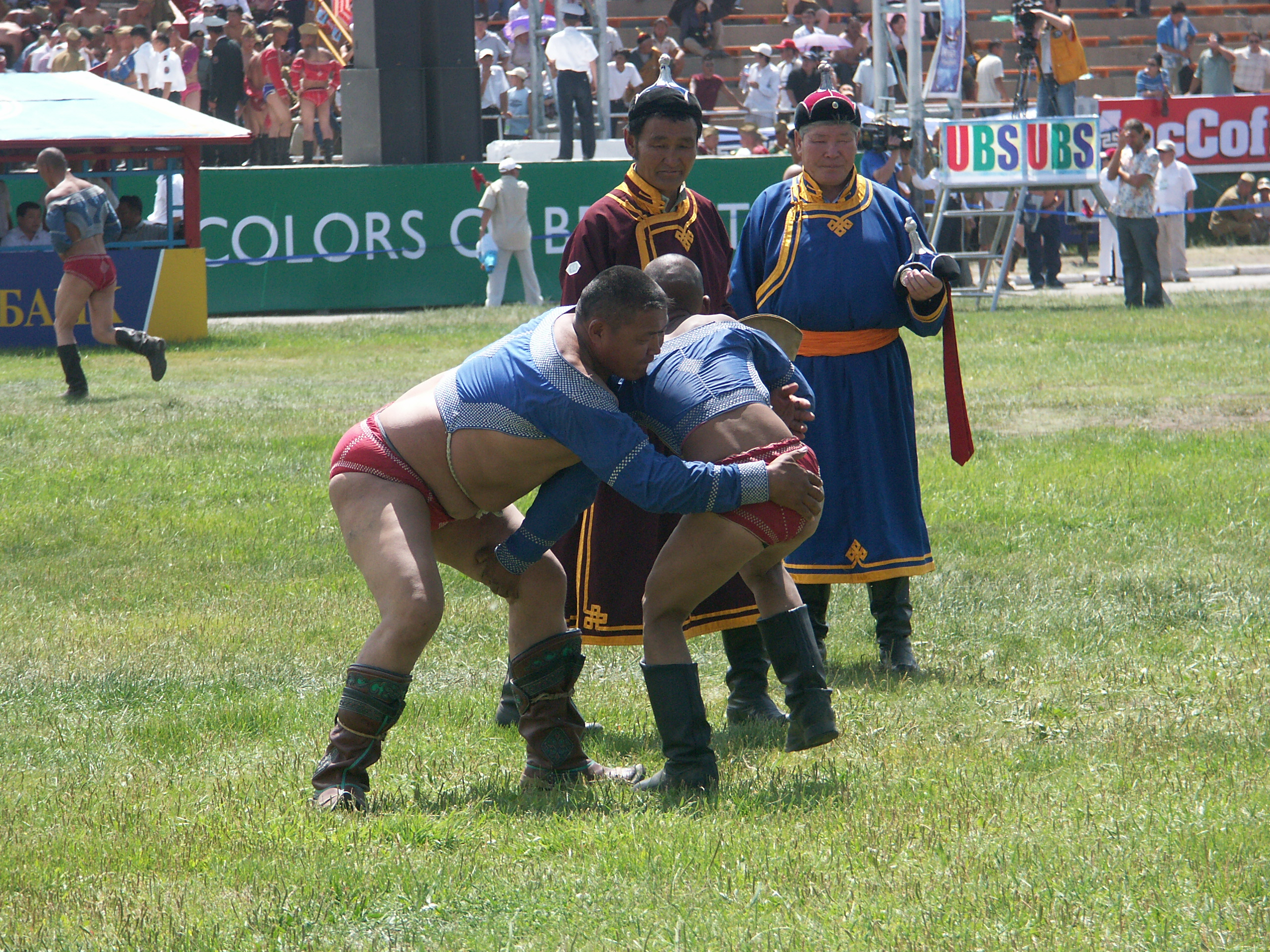
Боротьба на фестивалі Наадам 2005 рок

Загалом може бути 512 або 1024 борців, що зустрічаються в турнірі, який триває дев'ять або десять раундів. Монгольська традиційна боротьба — це змагання без часу, у якому борці програють, якщо вони торкаються землі будь-якою частиною тіла, крім ніг або рук. Борець з найбільшою популярністю має привілей вибрати свого суперника. Борці носять костюми, що складаються з обтягуючої жилетки (зодог) і шортів (шуудаг). До участі у турнірі з боротьби допускаються лише чоловіки.
Кожен борець має «підбадьорювача», який називається засуул. Засуул співає пісню прославлення борця-переможця після раундів 3, 5 і 7. Переможці 7-го або 8-го етапу (залежно від того яка кількість учасників змагань) отримують звання заан, «слон». Переможець 9-го або 10-го етапу називається арслан, «лев». У фінальному змаганні всі «засуули», коли їх борці роблять кроки назустріч один одному, падають вниз позаду борця. Двочасні арслани називаються титанами/велетнями, або аврагами.

### Скачки

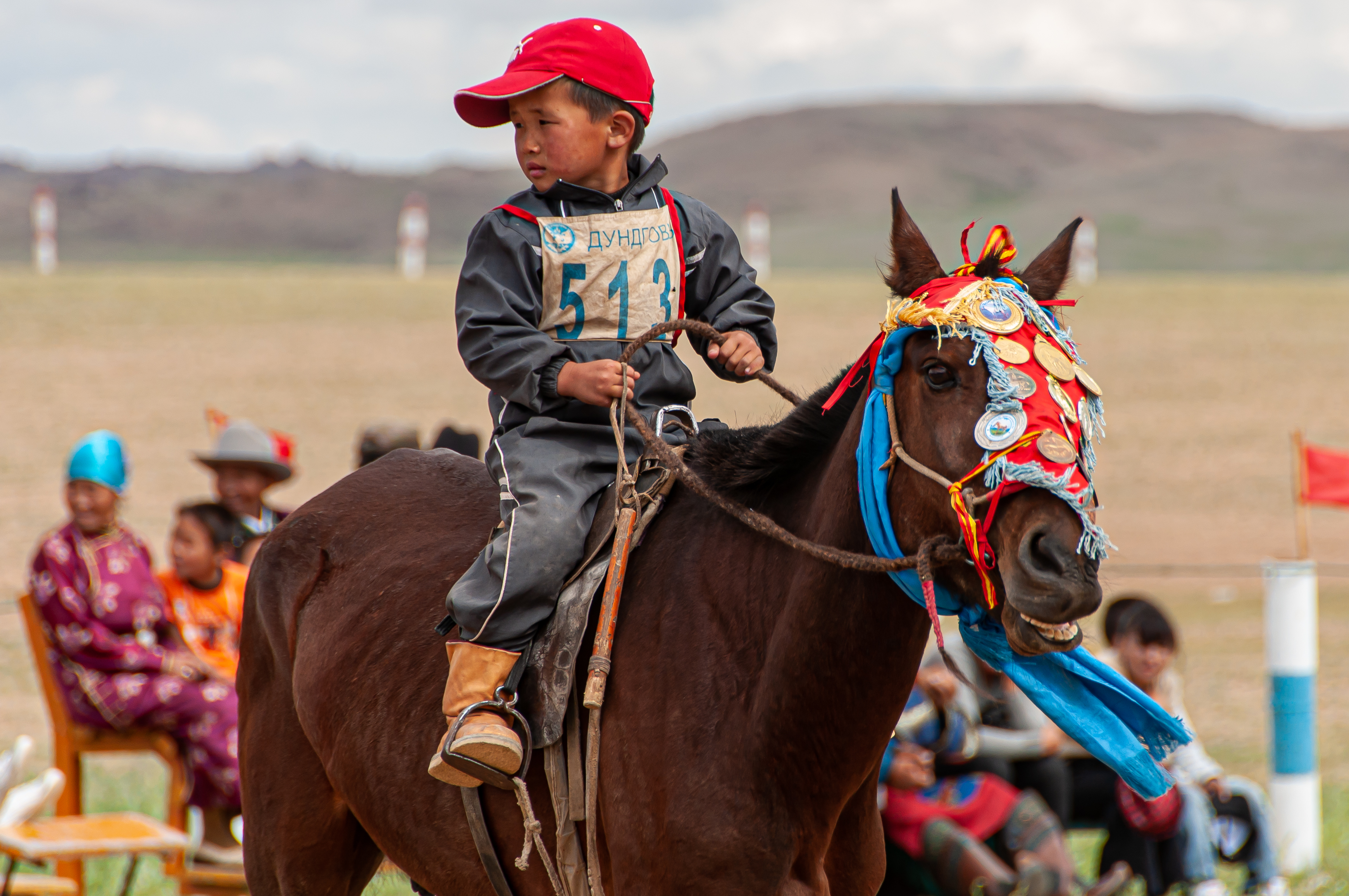
Один із молодих переможців перегонів Наадам у Мандалгові, Монголія.

Монгольські скачки, представлені в Наадамі, є змаганням по перетнутій місцевості з перегонами 15–30 км завдовжки. Тривалість кожного забігу визначається віковою категорією. Наприклад, дворічні коні біжать 16 км, а семирічні 27 км. Для участі вибираються до 1000 коней з будь-якої частини Монголії. Всіх коней годують спеціальною дієтою.
Діти від 5 до 13 років обираються жокеями і тренуються за місяць до турніру. Хоча жокеї є важливою складовою, головною метою перегонів є перевірка майстерності коней.
Перед початком перегонів публіка співає традиційні пісні, а жокеї співають свою пісню. Призи отримують коні та жокеї. П'ять найкращих коней у кожному класі отримують звання airgiyn tav, а троє найкращих отримують золоті, срібні та бронзові медалі. Жокея-переможця вихваляють титулом «лідер десяти тисяч». Кінь, який фінішує останнім у перегонах дворічних коней, називається bayan khodood (що означає «повний шлунок»). Після змагань йому співають пісню, яка бажає успіху в наступному році.

### Стрільба з лука
Змагання зі стрільби з лука серед жінок, що відбулися під час фестивалю Наадам у 2005 році.
У цьому змаганні можуть брати участь як чоловіки, так і жінки. У неї грають команди по десять осіб. Кожен лучник отримує чотири стріли; команда повинна влучити 33 «сури». Чоловіки пускають стріли з відстані 75 метрів, а жінки — з 65 метрів. Традиційно під час змагань лучники одягають свій національний одяг (діл). Усі лучники носять на витягнутій руці шкіряні наручі до ліктя, щоб манжета діля не заважала стрільбі.
Монгольська стрільба з лука унікальна тим, що має десятки сур як мішені. Кожен сур являє собою невеликий плетений або дерев'яний циліндр. Вони розміщені один на одному, утворюючи три стіни заввишки, що становить приблизно 8 дюймів у висоту і 5 футів у ширину. Вибивання сура зі стіни стрілою зараховується як попадання, хоча вибивання сура з центру принесе конкуренту більше балів. Коли лучник потрапляє в ціль, суддя каже уухай, що означає «ура». Після кожного удару чиновник ремонтує пошкоджену стіну та готує її до наступної спроби. Переможцям змагань присвоюються звання «народний стрілець» і «народна стрільчиня».